# اعتیاد اطلاعاتی
اعتیاد اطلاعاتی عبارت است از استفاده بیش از حد از اطلاعات به طوری که شکل اعتیاد به خود بگیرد.
برطبق مقاله ای در نیویورک تایمز، دو تن از اعضای هیئت علمی دانشگاه هاروارد معتقدند که اطلاعات نوعی تندروانی دوپامین در انسان ایجاد می‌کند که نوعی تندکاری است مشابه آنچه توسط مواد مخدر ایجاد می‌شود. این محققین به این اختلال نام «شبهاختلال کم‌توجهی - بیش‌فعالی» داده‌اند زیرا علایمی شبیه اختلال کم‌توجهی - بیش‌فعالی در انسان ایجاد می‌کند.
جریان دائمی اطلاعات نه تنها موجب اختلال در وعده‌های غذایی و اوقات کنار هم بودن با خانواده می‌شود بلکه موجب به هم خوردن جلسات رسمی و فعالیت‌های خلاق در انسان می‌شود و غالب شدن بر این حالت بسیار مشکل است.
بعضی افراد معتقدند که این موضوع خیلی معمولی است که در یک جلسه رسمی با استفاده از یک دستگاه الکترونیک در دستشان برای فرد دیگری پیام فوری بفرستند! یا مثلاً همزمان با دو گوشی در دو گوششان صحبت کنند. وقتی در اجتماع هستند و در زمین بازی، فوتبال فرزندشان را نگاه می‌کنند به جای اینکه با انسان‌های واقعی حرف یزنند ترجیح می‌دهند اخبار را از طریق موبایلشان دنبال کنند. اگر دیسکانکت شوند از کارشان بیکار می‌شوند و حتی حسی قوی تر از این در وجودشان هست: آنها اجباراً به سمت یک برانگیختگی دائمی که به وسیلهٔ داده‌ها ایجاد می‌شود کشیده می‌شوند که می‌توان آن را اختلال اجباری آنلاین نامید. Edward M. Hallowell استاد روانپزشکی دانشگاه هاروارد می‌گوید: «انگار این حالت مغناطیسی است. مثل یک بچه قیراندود است که هرچه بیشتر به آن دست می‌زنید بیشتر گرفتار می‌شوید.»